# Dagoberto Pelentier
Dagoberto Pelentier, más conocido como Dagoberto (Dois Vizinhos, Brasil, 22 de marzo de 1983) es un futbolista brasilero. Juega de delantero. Su actual equipo es el San Francisco Deltas FC, equipo de la North American Soccer League del fútbol estadounidense.

## Clubes
| Club                    | País           | Año       |
| ----------------------- | -------------- | --------- |
| Atlético Paranaense     | Brasil         | 2001-2007 |
| São Paulo FC            | Brasil         | 2007-2011 |
| SC Internacional        | Brasil         | 2012      |
| Cruzeiro                | Brasil         | 2013-2015 |
| Vasco da Gama           | Brasil         | 2015      |
| Vitória                 | Brasil         | 2016      |
| San Francisco Deltas FC | Estados Unidos | 2017-     |

- Datos: Q943432